# باغستان سفلی
روستای باغستان سفلی، مرکز دهستان باغستان در بخش اسلامیه شهرستان فردوس است.
در آخرین سرشماری برگزار شده در سال ۱۳۹۵، جمعیت این روستا، ۷۰۷ نفر بوده‌ که نسبت به سرشماری ۱۰ سال قبل (۶۱۰ نفر در سال ۱۳۸۵)، سالانه حدود ۱٫۵ درصد رشد داشته‌است.
در سال ۱۳۹۹، همزمان با جدا شدن بخش اسلامیه از بخش مرکزی شهرستان فردوس و ارتقاء روستای باغستان علیا (مرکز پیشین دهستان باغستان) به شهر باغستان، روستای باغستان سفلی، به عنوان مرکز دهستان باغستان انتخاب شد.

## موقعیت
باغستان پایین در فاصله ۸ کیلومتری شمال شرقی شهر فردوس واقع شده‌است و مردمش به گویش تونی صحبت می‌کنند.
این روستا به شکل خطی (در دو طرف جوی آب قنات بلده) در مسافتی به طول ۱٫۷ کیلومتر گسترده شده و اطراف آن را باغ‌های انار، انگور، گردو و مزارع زعفران دربرگرفته‌است.